# Mischkost
Als Mischkost bezeichnet man allgemein eine Kost, die gleichermaßen pflanzliche und tierische Produkte enthält.
Ebenso werden als solche die Mahlzeiten einer Ernährung bezeichnet, die abwechslungsreich und ausgewogen die Versorgung des Menschen mit den nötigen Nährstoffen verbindet. In der Regel besteht der Energiegehalt der Nahrung aus 50 bis 55 % Kohlenhydraten, 30 bis 35 % Fette und 15 bis 22 % aus Proteinen. Die Zusammenstellung der Lebensmittel erfolgt nach den Grundsätzen der Ernährungspyramide. Die Mischkost bildet auch die Grundlage für Sonderformen der Ernährung wie der Reduktionsdiät und der Energiereduzierten Mischkost.